# Lista över verk av Johannes Vermeer
Lista över verk av Johannes Vermeer tar upp samtliga de 34 verk som med rimlig säkerhet har tillskrivits Johannes Vermeer, samt tre med omtvistad attribuering.
Utöver de här uppräknade verken, pekar historiska dokument på minst sex andra möjliga och idag förlorade eller ej lokaliserade verk av Johannes Vermeer.

## Målningar av Johannes Vermeer
| Nr | Målning | Namn                                                  | År                                    | Mått                         | Museum                                           | Ort               | Land           |
| -- | ------- | ----------------------------------------------------- | ------------------------------------- | ---------------------------- | ------------------------------------------------ | ----------------- | -------------- |
| 1  |         | Kristus i Martas och Marias hus                       | 1654-55 alternativt omkring 1654-56   | Olja på duk, 160 × 142 cm    | National Gallery of Scotland                     | Edinburgh         | Storbritannien |
| 2  |         | Diana och hennes följeslagare                         | 1655-56 alternativt omkring 1653-1654 | Olja på duk, 98,5 × 105 cm   | Mauritshuis                                      | Haag              | Nederländerna  |
| 3  |         | Kopplerskan                                           | 1656 (signerad och daterad)           | Olja på duk, 143 × 130 cm    | Gemäldegalerie Alte Meister                      | Dresden           | Tyskland       |
| 4  |         | Ung kvinna som läser ett brev vid ett öppet fönster   | 1657 alternativt omkring 1657-59      | Olja på duk, 83 × 64,5 cm    | Gemäldegalerie Alte Meister                      | Dresden           | Tyskland       |
| 5  |         | Sovande ung kvinna                                    | 1657 alternativt 1656-57              | Olja på duk, 87,6 × 76,5 cm  | Metropolitan Museum of Art                       | New York          | USA            |
| 6  |         | Den lilla gatan                                       | 1657-58 alternativt omkring1658       |                              | Rijksmuseum                                      | Amsterdam         | Nederländerna  |
| 7  |         | Officer och leende ung kvinna                         | Omkring 1657                          | Olja på duk, 50,5 × 46 cm    | Frick Collection                                 | New York          | USA            |
| 8  |         | Kökspiga som häller upp mjölk                         | Omkring 1658 alternativt 1657-58      | Olja på duk, 45,5 × 41 cm    | Rijksmuseum                                      | Amsterdam         | Nederländerna  |
| 9  |         | Vinglaset                                             | 1658-60 alternativt 1658-59           | Olja på duk, 39,4 × 44,5 cm  | Gemäldegalerie                                   | Berlin            | Tyskland       |
| 10 |         | Flickan med vinglaset                                 | Omkring 1659                          | Olja på duk                  | Herzog Anton-Ulrich-Museum                       | Braunschweig      | Tyskland       |
| 11 |         | Vy över Delft                                         | 1659–60                               | Olja på duk, 98,5 × 117,5 cm | Mauritshuis                                      | Haag              | Nederländerna  |
| 12 |         | Flicka som blir avbruten vid musicerande              | 1660-61 alternativt 1658-59           | Olja på duk, 39,4 × 44,5 cm  | Frick Collection                                 | New York          | USA            |
| 13 |         | Kvinna i blått som läser ett brev                     | 1663-64 alternativt 1657-59           | Olja på duk, 46,6 × 39,1 cm  | Rijksmuseum                                      | Amsterdam         | Nederländerna  |
| 14 |         | Musiklektionen                                        | 1662-65                               | Olja på duk, 73,3 × 64,5 cm  | Brittiska kungliga samlingen                     | London            | Storbritannien |
| 15 |         | Kvinna med luta                                       | Omkring 1663-64 alternativt 1662-63   | Olja på duk, 51,4 × 45,7 cm  | Metropolitan Museum of Art                       | New York          | USA            |
| 16 |         | Kvinna med pärlhalsband                               | 1662–64                               | Olja på duk, 55 × 45 cm      | Gemäldegalerie                                   | Berlin            | Tyskland       |
| 17 |         | Kvinna med vattenkaraff                               | 1660-62 alternativt omkring 1662      | Olja på duk, 45,7 × 40,6 cm  | Metropolitan Museum of Art                       | New York          | USA            |
| 18 |         | Kvinna som håller en balansvåg                        | 1662-63 alternativt 1663-64           | Olja på duk, 42,5 × 38 cm    | National Gallery of Art                          | Washington, D.C.  | USA            |
| 19 |         | Ung kvinna som skriver ett brev                       | 1665–1666                             | Olja på duk, 45 × 40 cm      | National Gallery of Art                          | Washington, D.C.  | USA            |
| 20 |         | Flicka med pärlörhänge                                | Omkring 1665                          | Olja på duk, 46,5 × 40 cm    | Mauritshuis                                      | Haag              | Nederländerna  |
| 21 |         | Konserten                                             | 1665–66                               | Olja på duk, 69 × 63 cm      | Stulen 1990 från Isabella Stewart Gardner Museum | Boston            | USA            |
| 22 |         | Studie av en ung flicka                               | 1666-67 alternativt 1665-67           | Olja på duk, 44,5 × 40 cm    | Metropolitan Museum of Art                       | New York          | USA            |
| 23 |         | Målarkonsten                                          | 1666-67 alternativt 1666-68           |                              | Kunsthistorisches Museum                         | Wien              | Österrike      |
| 24 |         | Husfru och tjänarinna                                 | 1667-68                               | Olja på duk, 90,2 x 78,7 cm  | Frick Collection                                 | New York          | USA            |
| 25 |         | Flicka i röd hatt                                     | 1668 alternativt omkring 1665-67      | Olja på pannå, 22,8 x 18 cm  | National Gallery of Art                          | Washington, D.C.  | USA            |
| 26 |         | Astronomen                                            | 1668                                  |                              | Louvren                                          | Paris             | Frankrike      |
| 27 |         | Geografen                                             | 1668-69                               |                              | Städelsches Kunstinstitut                        | Frankfurt am Main | Tyskland       |
| 28 |         | Knypplerskan                                          | 1669-70                               |                              | Louvren                                          | Paris             | Frankrike      |
| 29 |         | Kärleksbrevet                                         | 1669-70                               |                              | Rijksmuseum                                      | Amsterdam         | Nederländerna  |
| 30 |         | Dam som skriver ett brev, tillsammans med sin jungfru | 1670                                  | Olja på duk, 71.1 × 58,4 cm  | National Gallery of Ireland                      | Dublin            | Irland         |
| 31 |         | Allegori över tron                                    | 1671-74 alternativt 1670-72           | Olja på duk, 114,3 × 88,9 cm | Metropolitan Museum of Art                       | New York          | USA            |
| 32 |         | Gitarrspelerskan                                      | 1672                                  |                              | Kenwood House                                    | London            | Storbritannien |
| 33 |         | Dam som står vid en cembalo                           | 1673-75 alternativt 1670-72           |                              | National Gallery                                 | London            | Storbritannien |
| 34 |         | Dam som sitter vid en cembalo                         | 1673-75 alternativt 1670-72           |                              | National Gallery                                 | London            | Storbritannien |

## Verk med omtvistad attribuering
| Nr | Bild | Titel                                   | År           | Mått                         | Museum                                         | Ort             | Land   |
| -- | ---- | --------------------------------------- | ------------ | ---------------------------- | ---------------------------------------------- | --------------- | ------ |
| 1  |      | Den heliga Praxedis                     | 1655         | Olja på duk, 101,6 x 82,6 cm | Barbara Piasecka Johnson Collection Foundation | Monte Carlo     | Monaco |
| 2  |      | Flicka med flöjt                        | 1665-70      | Olja på duk, 20 x 17,8 cm    | National Gallery of Art                        | Washington D.C. | USA    |
| 3  |      | En ung kvinna som sitter vid en cembalo | omkring 1670 | Olja på duk, 25,2 × 20 cm    | Privatsamling                                  | New York        | USA    |

## Andra möjliga verk av Johannes Vermeer
Äldre dokument, som auktionsprotokoll, pekar mot att Johannes Vermeer målade några andra verk, vilka kan ha förstörts eller felaktigt attribuerats till andra konstnärer. Sådana verk kan innefatta:
- ett självporträtt
- en målning av en man som tvättar händerna
- en andra gatubild utöver Den lilla gatan
- en Besök till graven
- en mytologisk målning som bland andra innehåller Jupiter
- en förhållandevis tidig målning som beskrivits som "en målning av ett ansikte av Vermeer"[2]